# Luciano Carty
Luciano Carty (Groningen, 2 oktober 2001) is een Nederlands voetballer die als aanvaller speelt.

## Carrière
Carty speelde in de jeugd van VV Hoogezand en FC Emmen. Hij maakte zijn debuut in het betaald voetbal voor FC Emmen op 19 september 2020, in de met 2-1 verloren uitwedstrijd tegen PSV. Hij kwam in de 80e minuut in het veld voor Robbert de Vos.

### Carrièrestatistieken
| Seizoen                                | Club            | Land            | Competitie      | Competitie | Competitie | Beker | Beker | Internationaal | Internationaal | Overig | Overig | Totaal | Totaal |
| Seizoen                                | Club            | Land            | Competitie      | Wed.       | Dlp.       | Wed.  | Dlp.  | Wed.           | Dlp.           | Wed.   | Dlp.   | Wed.   | Dlp.   |
| -------------------------------------- | --------------- | --------------- | --------------- | ---------- | ---------- | ----- | ----- | -------------- | -------------- | ------ | ------ | ------ | ------ |
| 2020/21                                | FC Emmen        | Nederland       | Eredivisie      | 2          | 0          | 1     | 0     | 0              | 0              | 0      | 0      | 3      | 0      |
| 2021/22                                | FC Emmen        | Nederland       | Eerste Divisie  | 4          | 0          | 0     | 0     | 0              | 0              | 0      | 0      | 4      | 0      |
| Carrière totaal                        | Carrière totaal | Carrière totaal | Carrière totaal | 6          | 0          | 1     | 0     | 0              | 0              | 0      | 0      | 7      | 0      |
| Bijgewerkt tot en met 21 december 2020 |                 |                 |                 |            |            |       |       |                |                |        |        |        |        |

### Erelijst

#### FC Emmen
| Nationaal      |    |         |
| Eerste divisie | 1x | 2021/22 |